# Investigator Marine Park
Investigator Marine Park är en park i Australien. Den ligger i delstaten South Australia, omkring 390 kilometer väster om delstatshuvudstaden Adelaide.
Trakten är glest befolkad. Det finns inga samhällen i närheten. 
Genomsnittlig årsnederbörd är 478 millimeter. Den regnigaste månaden är juni, med i genomsnitt 102 mm nederbörd, och den torraste är oktober, med 11 mm nederbörd.